# Voilerie

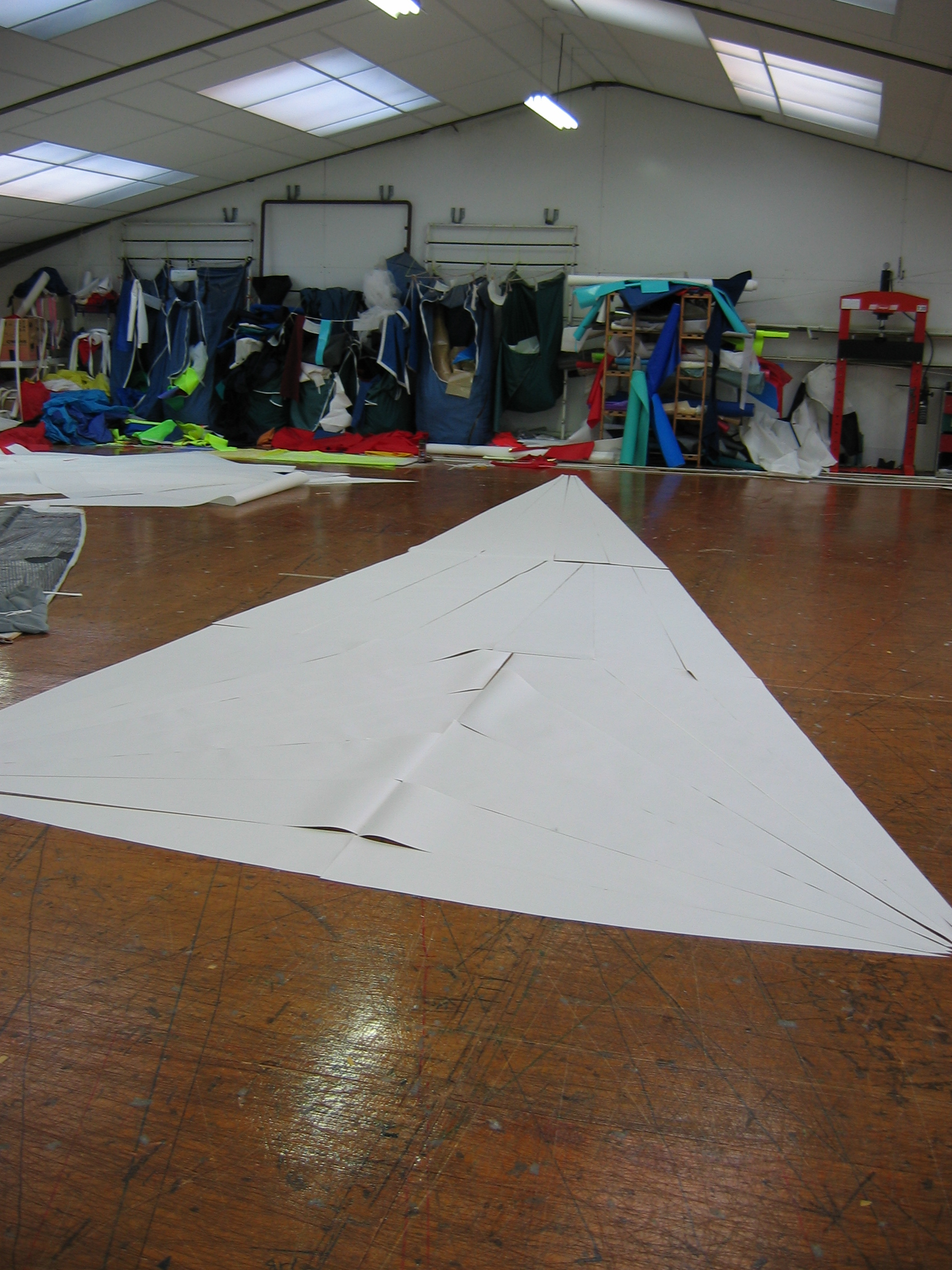
Plancher de voilerie, avec une voile en cours de confection

Une voilerie est un atelier qui fabrique des voiles. Généralement dirigée par un maître voilier, elle participe à la conception, coupe, assemble et répare des voiles de navires ou d'engins disposant d'une voilure.

## Historique
La première voile fut probablement fabriquée en Chine vers 3 000 av. J.-C., probablement suivie de près par le Viêt Nam. En Europe, les premières voiles remontent à 1 200 ans av. J.-C., en Grèce. Les voiles modernes remontent au début du XVIIe siècle,.
- En Angleterre la plus ancienne voilerie est fondée en 1832 dans le Norfolk, la voilerie Jeckells[3],[2].
- Aux États-Unis, la plus ancienne voilerie en activité est Hathaway, Reiser & Raymond, Inc. fondée en 1890[4].
- En Australie, la plus ancienne voilerie est Boyd & McMaster Ltd[5].
- En France la plus ancienne voilerie en activité semble être la voilerie Richard fondée en 1848[réf. nécessaire].

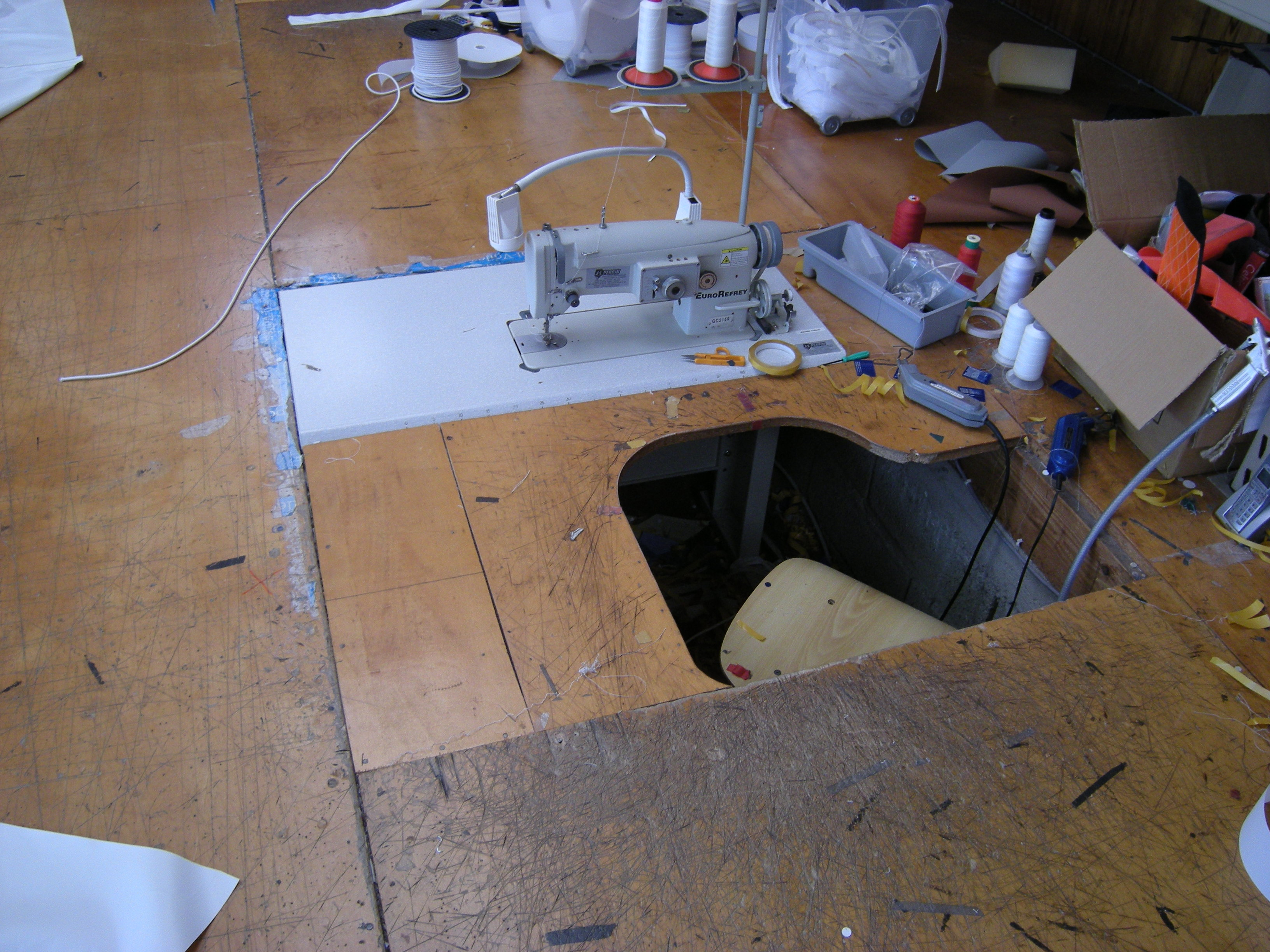
Poste de couture à la machine. Le poste de travail est de niveau avec le plancher de la voilerie.
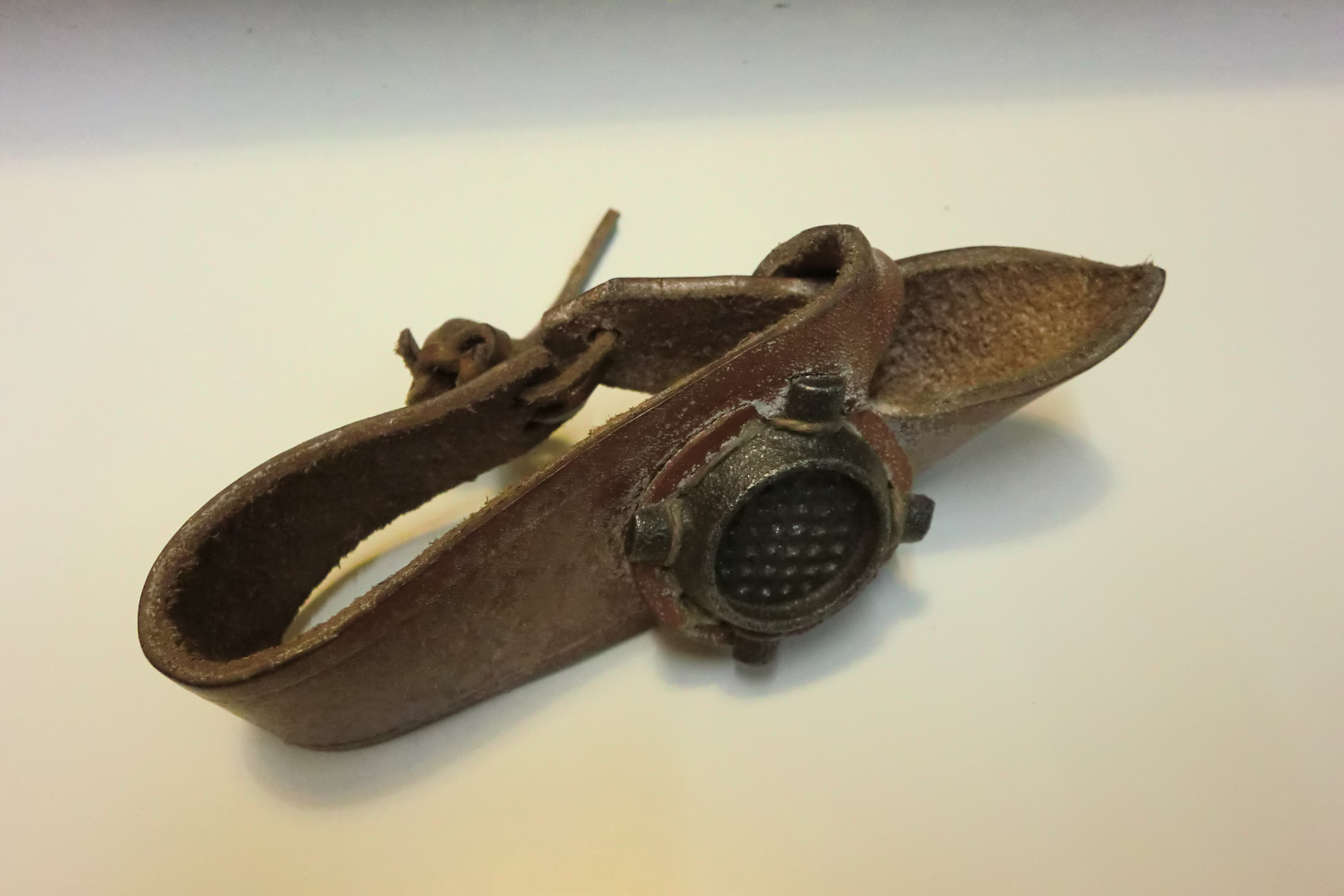
Paumelle de voilier
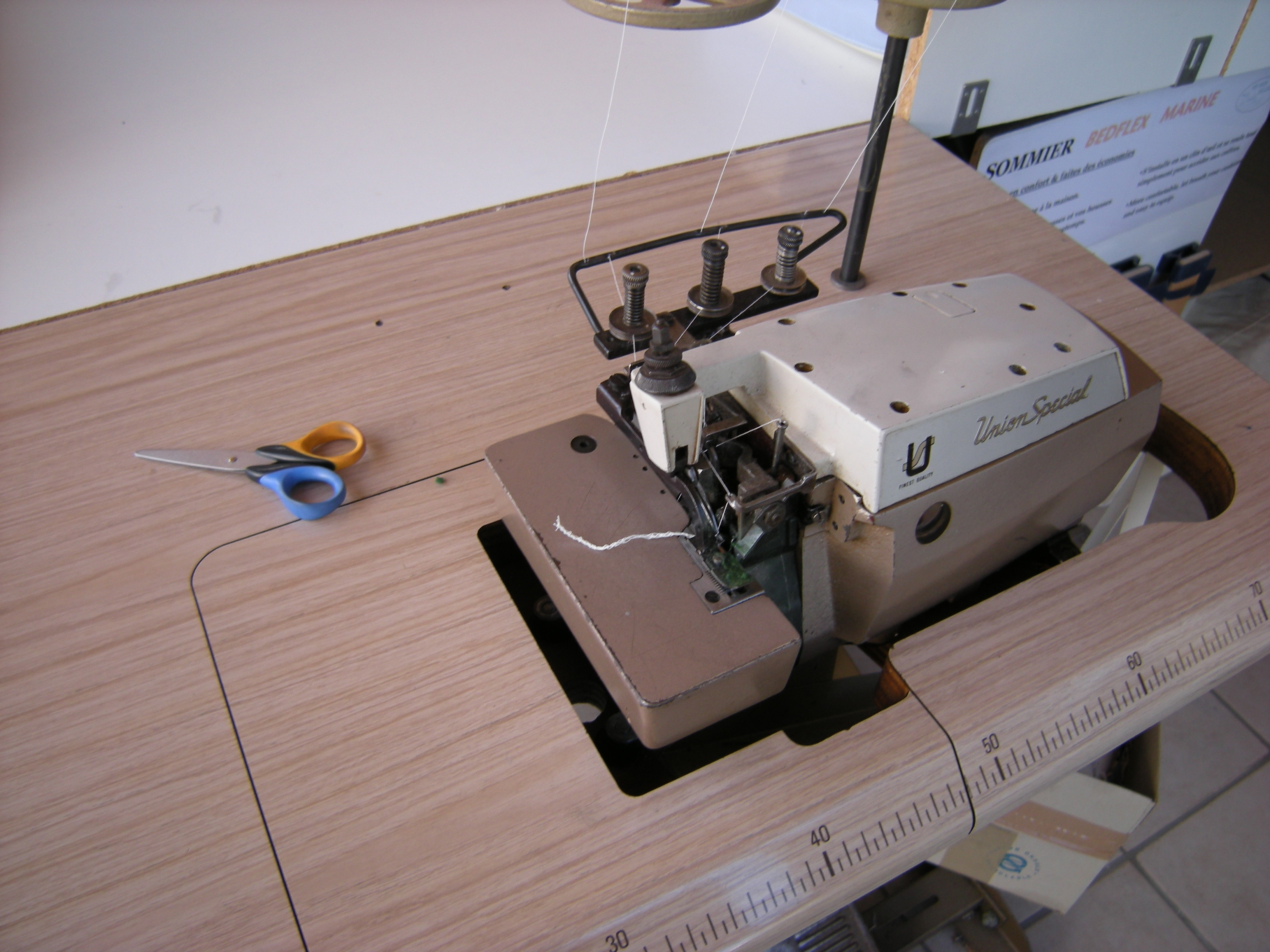
Surjeteuse 3 fils utilisée en sellerie nautique

## Métiers apparentés

### Sellerie nautique
Bien que certaines voileries réalisent des équipements de sellerie nautique comme les coussins, banquettes, tauds ou capotages extérieurs souples, des établissements spécialisés se sont montés. Ceux-ci ne réalisent pas de voiles mais confectionnent les objets en tissus naturels ou synthétiques qui sont utiles aux aménagements intérieurs et extérieurs des navires. 
La sellerie nautique est une des branches des métiers de la maroquinerie.